# Sinagoga di Kupa
La Sinagoga di Kupa (in polacco Synagoga Kupa) è una sinagoga del XVII secolo che si trova a Cracovia nell'ex quartiere ebraico di Kazimierz ed è sede di diverse cerimonie religiose e festival culturali come l'annuale Festival della cultura ebraica.

## Storia
La sinagoga fu fondata nel 1643 dalla kehilla (una forma municipale di autogoverno) del distretto ebraico di Kazimierz e fu terminata anche grazie al contributo di 200 zloty giunto dalla corporazione degli orafi ebrei.
La sinagoga fu costruita in stile barocco con all'interno una sala di preghiera quadrata, ma nel corso dei secoli ha subito numerosi restauri. Nel 1830-1834 venne aggiunta la dépendance a due piani con androne e lavatoi, nl 1861 venne costruita l'ala occidentale e alla fine del XIX secolo la sinagoga venne unita all'edificio attiguo. 
Poco dopo la fine della seconda guerra mondiale, la sinagoga è stata bruciata dalla folla polacca durante un pogrom ma da allora è stata meticolosamente restaurata. La sua parete settentrionale si collega con i resti della cinta muraria medievale di Kazimierz mentre il suo fianco meridionale si affaccia su via Warchauera.
All'interno la sinagoga presenta ricche decorazioni e dipinti degli anni '20 sulle pareti, sul soffitto e nella sezione femminile. Le raffigurazioni includono i luoghi santi di Hebron, Tiberiade e Gerusalemme, scene bibliche e illustrazioni di versetti dei Salmi, come il dipinto che mostra persone in piedi lungo i fiumi di Babilonia o l'arca di Noè, inclusa la figura di Noè – cosa piuttosto insolita poiché l'uso di immagini umane era molto raro nell'arte ebraica.
Sopra il matroneo sono presenti i segni dello zodiaco e l'interno è adornato anche da un'Arca della Torah in legno intagliato e stucco risalente all'inizio del XVII secolo.